# Glossodyni
Glossodyni (av grekiskans γλώσσα, glossa, "tunga", och ὀδύνη, odyne, "smärta") eller glossalgi (av γλώσσα och άλγος, algos, "smärta") är en medicinsk term för smärta i tungan. Smärttypen kan vara brännande, då det kallas glossopyros, eller burning mouth syndrome. Smärtan kan uppkomma ensam eller samman med muntorrhet och klåda. Smärtan kan sprida sig från tungan till omkringliggande vävnad. Smärta i munnen kallas stomatodyni.
Glossodyni kan uppkomma med eller utan förändringar av tungans utseende. Inflammation av tungan är vanligt. Orsaken kan vara lokal eller systemisk. Lokala sjukdomar innefattar glossit, muncancer, överkänslighet mot ämnen som intagits i munnen, sur mage, munsvamp och muntorrhet. Systemiska sjukdomar innefattar flera autoimmuna sjukdomar. Också psykiska störningar som ångeststörningar och depression kan ge obehag.
Glossopyros antas vara en neuropatisk smärta. Den kan exempelvis uppkomma av B-vitaminbrist (framförallt vitamin B12-brist), munsvamp, eller giftstruma. Glossodyni är vidare mer vanligt för kvinnor i klimakteriet och efter menopaus.